# Summit de Denver
Le Denver Summit FC est une franchise féminine de soccer américaine basée à Denver au Colorado. Elle évoluera en NWSL à partir de 2026.

## Histoire
En janvier 2025, la NWSL attribue sa seizième franchise à Denver, pour la somme record de 110 millions de dollars. La ville était en compétition avec Cleveland et Cincinnati. C'est la première équipe de sport professionnelle féminine du Colorado. La franchise doit entrer en compétition en 2026, comme Boston. En mai, la championne olympique de ski alpin Mikaela Shiffrin, originaire de l'état, investit dans la franchise.
Le 22 juillet 2025, la franchise dévoile son identité. Elle se nomme le Denver Summit FC et son blason montre un sommet enneigé devant un lever de soleil.
Le club prévoit de construire son propre stade de 14 500 places à Denver, qui devrait être prêt pour 2028.